# Vitória da Conquista (microregio)
Vitória da Conquista is een van de 32 microregio's van de Braziliaanse deelstaat Bahia. Zij ligt in de mesoregio Centro-Sul Baiano en grenst aan de deelstaat Minas Gerais in het zuidwesten, de microregio Itapetinga in het zuiden, de mesoregio Sul Baiano in het oosten en de microregio's Jequié in het noorden, Seabra in het noordwesten en Brumado in het westen. De microregio heeft een oppervlakte van ca. 18.693 km². Midden 2004 werd het inwoneraantal geschat op 649.056.
Zeventien gemeenten behoren tot deze microregio:
| - Anagé - Barra do Choça - Belo Campo - Boa Nova - Bom Jesus da Serra - Caatiba - Caetanos - Cândido Sales - Dário Meira | - Ibicuí - Iguaí - Manoel Vitorino - Mirante - Nova Canaã - Planalto - Poções - Vitória da Conquista |

Mesoregio's: Centro-Norte Baiano · Centro-Sul Baiano · Extremo Oeste Baiano · Metropolitana de Salvador · Nordeste Baiano · Sul Baiano · Vale São-Franciscano da Bahia

Microregio's: Alagoinhas · Barra · Barreiras · Bom Jesus da Lapa · Boquira · Brumado · Catu · Cotegipe · Entre Rios · Euclides da Cunha · Feira de Santana · Guanambi · Ilhéus-Itabuna · Irecê · Itaberaba · Itapetinga · Jacobina · Jequié · Jeremoabo · Juazeiro · Livramento do Brumado · Paulo Afonso · Porto Seguro · Ribeira do Pombal · Salvador · Santa Maria da Vitória · Santo Antônio de Jesus · Seabra · Senhor do Bonfim · Serrinha · Valença · Vitória da Conquista